# Porta Coeli (Kühnhausen)

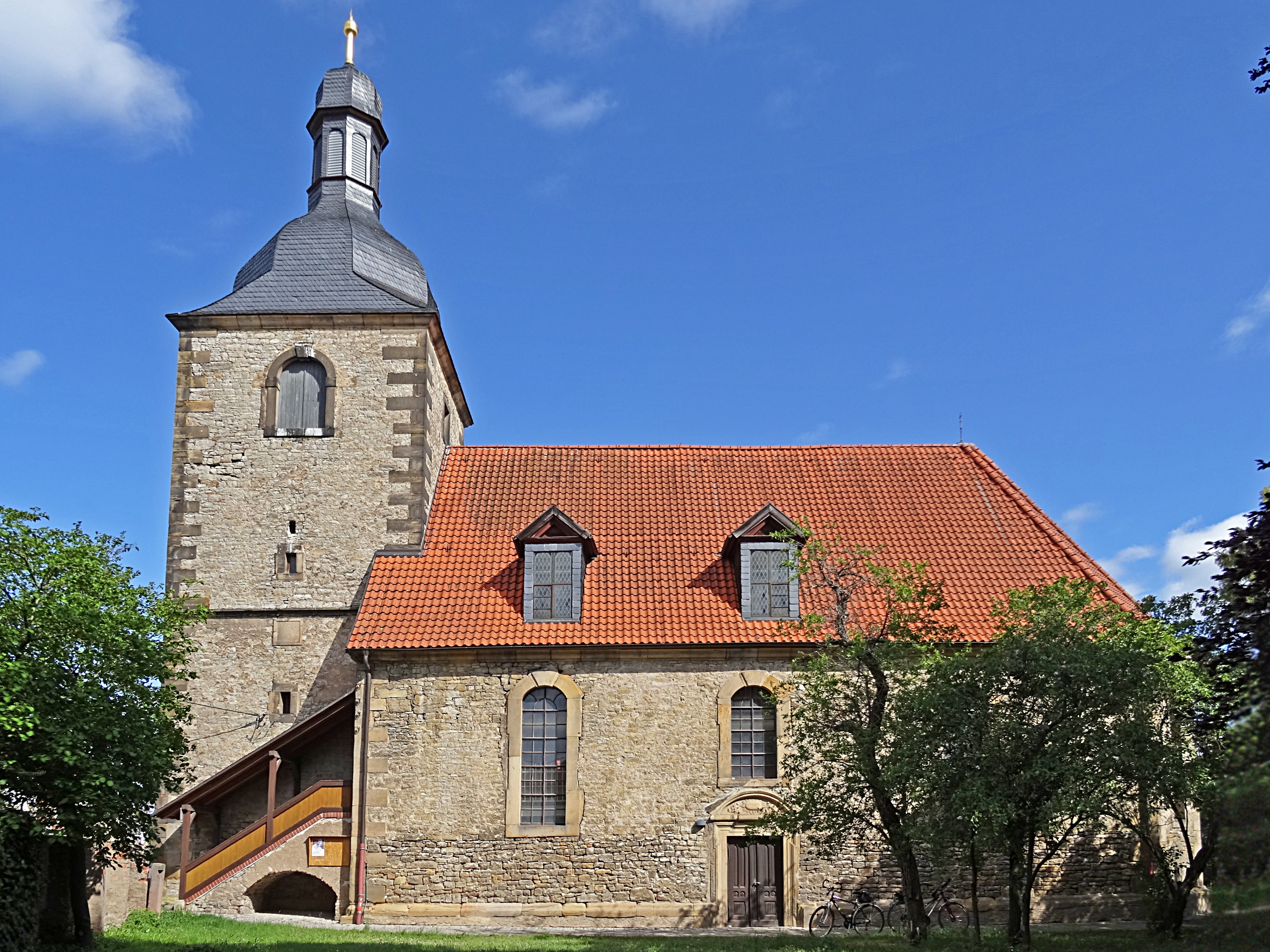
Porta Coeli

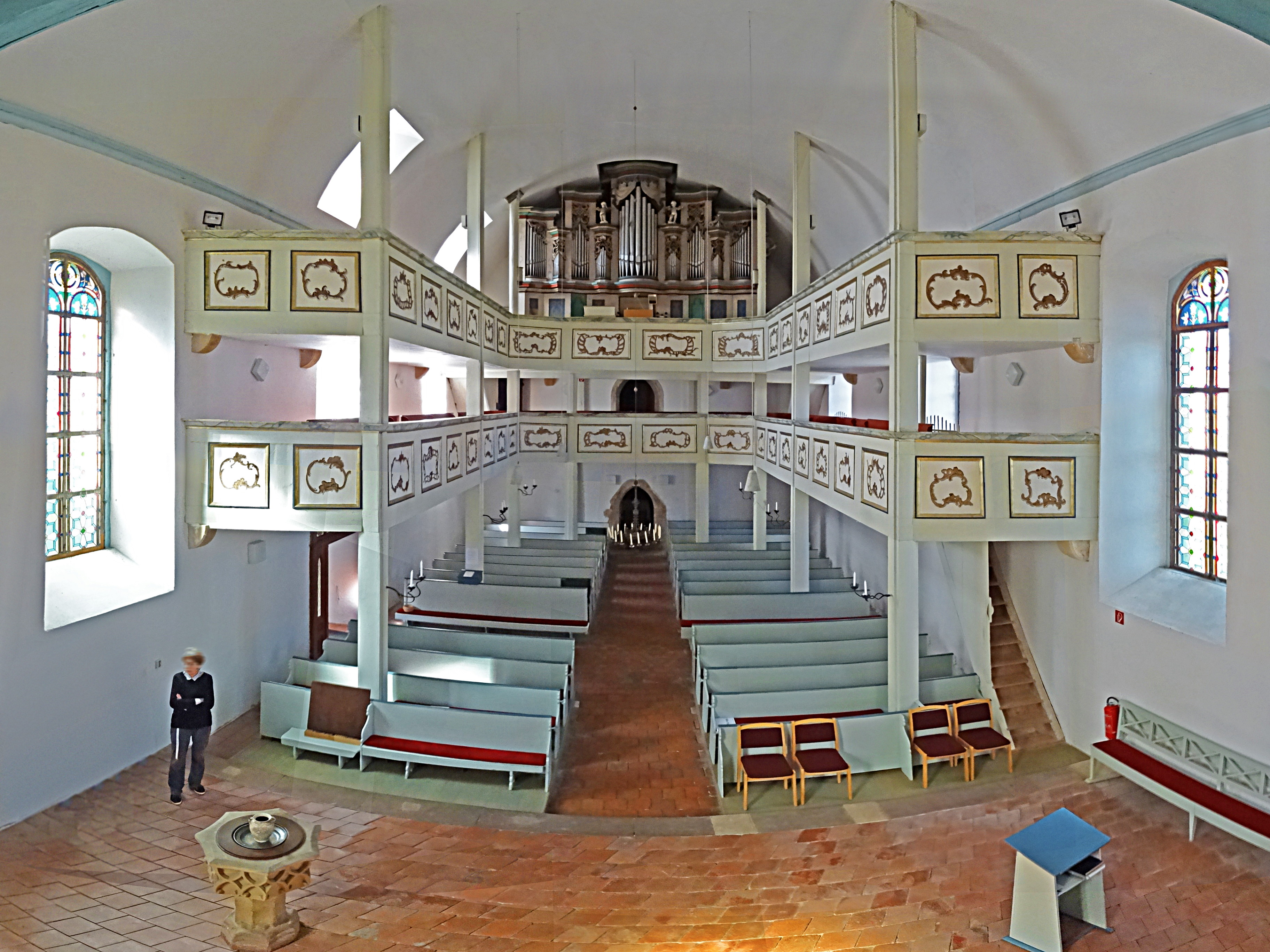
Innenansicht

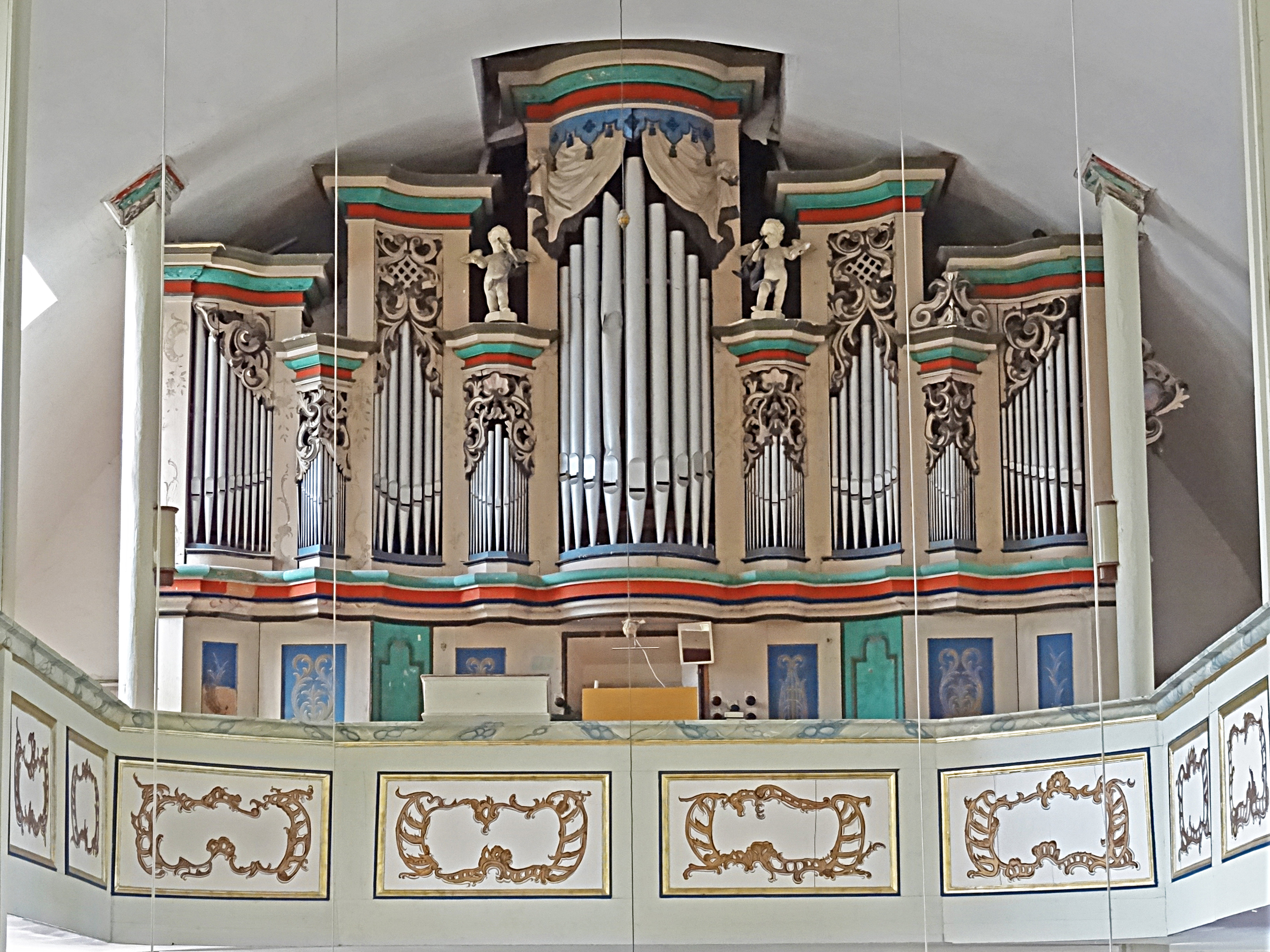
Die Volckland-Orgel

Die evangelisch-lutherische, denkmalgeschützte Dorfkirche Porta Coeli steht am Himmelpfortenweg 7 von Kühnhausen, einem Ortsteil der Stadt Erfurt in Thüringen. Die Kirchengemeinde Erfurt-Kühnhausen gehört zum Kirchenkreis Erfurt der Evangelischen Kirche in Mitteldeutschland.

## Beschreibung
Die steinsichtige, aus Bruchsteinen 1711 fertiggestellte und am 14. Oktober 1714 geweihte gotische Saalkirche hatte ursprünglich einen eingezogenen Chorturm im Westen. Das Langhaus und der Kirchturm sind mit Ecksteinen versehen. 1713 wurde die Kirche umgebaut. Sie erhielt einen dreiseitig abgeschlossenen Chor im Osten. Das Langhaus ist mit einem Satteldach bedeckt. Der Turm trägt eine Haube, auf der eine Laterne sitzt, die von einer Turmkugel bekrönt wird. Das Erdgeschoss des Kirchturms ist kreuzgratgewölbt. Der einheitliche Innenraum erhielt im 18. Jahrhundert dreiseitig umlaufende zweistöckige Emporen und Logen. 
Das Taufbecken ist von 1904. Von der originalen Fassung vom Anfang des 16. Jahrhunderts mit einem kielbogigen Fries sind nur noch Reste erhalten. Der Kanzelaltar stammt aus der zweiten Hälfte des 18. Jahrhunderts. Er hat zwei seitliche Aufgänge. Sein bemalter polygonaler Korb ist jedoch vom Ende des 17. Jahrhunderts. Zur Kirchenausstattung gehört auch ein großformatiges Gemälde in der Manier des Jakob Samuel Beck aus der Mitte des 18. Jahrhunderts. Es zeigt einen gekreuzigten Christus und Maria vor landschaftlichem Hintergrund.
Die Orgel mit 23 Registern, verteilt auf 2 Manuale und Pedal, wurde 1765 von Franciscus Volckland gebaut.